# Квірити
Квіри́ти (лат. Quirites) — повноправні римські громадяни. Назва походить, можливо, від імені засновника Риму Ромула, якого після смерті називали Квіріном. Цілком можливо, що слово пов'язане з лат. curia і означало первісно членів курії (однієї з 30 общин).